# Snapchat
Ne doit pas être confondu avec Snap Inc..
Snapchat (ou Snap dans le langage courant) est une application gratuite de messagerie instantanée et de partage de photos et de vidéos de la société Snap Inc., disponible sur plateformes mobiles iOS et Android. L'application, accessible dès treize ans, touche surtout des 13-35 ans,,. Elle compte 443 millions d'utilisateurs actifs quotidiens en septembre 2024.
À l'origine, chaque photographie ou vidéo envoyée (« snap ») n'était visible par son destinataire que durant une à dix secondes, mais il est désormais possible d'envoyer des snaps sans limite de durée. Tous les snaps expirent après avoir été vus, mais peuvent être sauvegardés par une capture d'écran. En 2016, l'entreprise change de nom pour Snap Inc.. Elle est estimée à 24 milliards de dollars lors de son introduction en bourse en 2017.
Snapchat est aujourd'hui reconnue pour avoir initié une nouvelle orientation mobile des réseaux sociaux, ayant notamment inventé les stories reprises ensuite par de nombreux autres réseaux sociaux tels que son concurrent Instagram, et met l'accent sur l'interaction des utilisateurs avec des autocollants virtuels et des objets de réalité augmentée.

## Historique
Selon la société Snapchat, Franck Reginald « Reggie » Brown, alors étudiant à l'université Stanford, est le premier à avoir eu l'idée de créer une application permettant d'envoyer des photos éphémères. Brown a collaboré avec deux autres étudiants pour développer l'application : Evan Spiegel, âgé de 22 ans, et Bobby Murphy, âgé de 24 ans déclarent s'être inspirés à l'époque de l'affaire Anthony Weiner, élu de New York, ayant dû démissionner après avoir envoyé des photos à caractère sexuel à différentes femmes.
L'application est lancée en septembre 2011 sur l'App Store d'Apple, puis en novembre 2012 sur Android.
En février 2013, la société de capital-risque Benchmark investit 13,5 millions de dollars dans Snapchat.
En novembre 2013, Snapchat rejette une offre de rachat de Facebook, d'un montant de 3 milliards de dollars après avoir refusé plus tôt une proposition d'un milliard de dollars. Snapchat aurait également rejeté une offre de rachat du chinois Tencent, de 4 milliards de dollars, ainsi qu'une autre de Google, du même montant.
Le 1er janvier 2014, Snapchat voit 4,6 millions de comptes piratés par le site « SnapchatDB ». Le piratage de Snapchat vient quelques jours après l'alerte émise par la société de sécurité informatique Gibson Security, concernant les failles de l'application ; depuis, Snapchat a amélioré sa sécurité.
En octobre 2014, Snapchat annonce que l'application diffusera désormais des messages publicitaires (des photos ou des vidéos, sans ciblage géographique, que les utilisateurs choisiront ou non de visionner).
Le 17 novembre 2014, Snapchat s'associe avec le service de paiement Square afin de proposer aux utilisateurs du service de messages éphémères un outil leur permettant de s’envoyer de l’argent entre eux : Snapcash,.
Le 17 décembre 2014, plusieurs sites d'information technologique révèlent, à la suite de la diffusion de messages électroniques échangés entre Sony et Snapchat, que ce dernier aspirerait à créer son propre label musical, et « se concentrer sur les artistes qu'il souhaite promouvoir sur la plateforme ».
Le 27 janvier 2015, Snapchat annonce le lancement de Discover, un service de diffusion de vidéo pour les médias. Grâce à ce service, Snapchat peut maintenant monétiser son contenu et créer un espace publicitaire pour les annonceurs. En février 2015, le nombre d'utilisateurs est estimé à 200 millions d'abonnés actifs. En 2015, Snapchat connaît sa plus forte évolution en affichant +55 % de progression, stimulée largement par la publicité proposée par les différents annonceurs.
L'entreprise acquiert, en mars 2016, la start-up canadienne Bitstrips, qui édite l'application Bitmoji, pour 100 millions de dollars. Cette application permet de créer un avatar à son image et de lui donner vie dans des bandes dessinées. En août 2016, Snapchat rachète l'application Vurb qui permet de réserver des sorties et des services près de chez soi pour 110 millions de dollars. Le 24 septembre 2016, la société a annoncé devenir Snap Inc. et en profite pour annoncer le lancement prochain de Spectacles, une paire de lunettes de soleil connectées et équipées de mini caméras. Après une première phase de vente réservée aux États-Unis, les lunettes sont disponibles à l'achat en Europe depuis le 2 juin 2017.
Le 21 décembre 2016, Disney-ABC Television Group signe un accord avec Snap pour produire des émissions pour l'application Snapchat, la première étant un supplément de The Bachelor,.
En octobre 2017, la société crée une coentreprise avec NBCUniversal afin de produire des séries originales pour le réseau social, via un studio numérique basé à Santa Monica (Californie).
Le 4 juillet 2018, Snapchat annonce avoir signé des contrats avec Disney, Universal et Six Flags pour des applications de réalité augmentée, celle de Disney étant baptisée Play Disney Parks. Le 25 octobre 2018, Snapchat annonce une baisse de ses utilisateurs pour le deuxième trimestre consécutif. Faisant face à la concurrence d'Instagram en ce qui concerne les adolescents, qui constituent sa grande cible, Snap, la maison mère, a enregistré 10 % de chute de son indice boursier lors de la clôture du marché à Wall Street le 25 octobre. Entre mars 2017 et octobre 2018, elle a même chuté de 75 %. Brian Wieser, analyste chez Pivotal Research, estime alors que la base de ses utilisateurs est « suffisamment élevée pour maintenir ses positions sur le marché publicitaire ». Les chutes ont en effet été freinées et la direction de Snap évoque un « problème technique » qui devrait être vite résolu sur ses applications, mais les prévisions de rentabilité ne sont pas des plus optimistes à l'orée de l'année 2019.
Depuis le 22 février 2022, l'application permet de changer son nom d'utilisateur.

## Informations financières
En 2018, la société a réalisé un chiffre d'affaires de 1 180 millions USD et comptabilisé une perte de 1 256 millions USD. Elle emploie 2 884 collaborateurs.
La période de la pandémie de Covid-19 est favorable à la société, mais, après avoir embauché, elle se sépare de 20 % de ses effectifs en 2022, dans le sillage du ralentissement du marché de la publicité en ligne. En 2022, la société a un chiffre d'affaires de 4,6 milliards de dollars, mais, comme en 2021, est déficitaire de plusieurs centaines de millions de dollars. La société revendiquait en 2023 environ 400 millions d'utilisateurs actifs quotidiens,,, et 443 millions en septembre 2024.

## Fonctionnement
Cette application permet d'envoyer des messages avec des images ou vidéos qui s'autodétruisent au bout de 1 seconde à un temps infini (la durée est choisie par l'expéditeur), notamment des selfies.
En octobre 2016, la société insère les filtres tels que les cœurs et autres. 350 millions de snaps sont échangés chaque jour dans le monde. L'application permet également aux utilisateurs de créer une Story (« histoire »). C'est une juxtaposition de plusieurs photos/vidéos. Une « story » peut être vue autant de fois que l'utilisateur le souhaite, mais chaque élément de la story possède une durée de vie de 24 h.
Depuis le 1er mai 2014, un chat a été inséré dans l'application ainsi qu'un détecteur de présence, pour discuter en direct via caméra interposée.
Snapchat permet, entre autres, de dessiner sur les images ou d'appliquer des filtres de couleur (quatre filtres) pour créer différentes valeurs de noir et blanc. On peut aussi ajouter des données personnelles comme l'heure la date du jour ou la température. La mise à jour de janvier 2015 propose des filtres en fonction de la position géographique. En septembre 2015, Snapchat introduit les « Lenses » permettant aux utilisateurs d'ajouter des masques de réalité augmentée à leurs photos et vidéos.
Il existe d'autres applications qui permettent d'envoyer des photos aux contacts Snapchat Sélectionnés, mais aussi de sauvegarder les images reçues sans que l'expéditeur Snapchat en soit avisé, ce qui va à l'encontre du principe même de Snapchat.
En 2017, il est devenu possible de localiser ses « amis » via une carte mondiale. On y accède en accomplissant le geste « glisser vers le bas ». Cependant, si l’utilisateur ne souhaite pas partager sa position, le « mode fantôme » est disponible. Ou alors, il peut personnaliser en sélectionnant les différents contacts qui pourront savoir où il se trouve.

## Fonctionnalités

### Discover

#### Fonctionnement
Le 27 janvier 2015, Snapchat lance un nouvel espace au sein de son application : « Discover ». Il est conçu comme une plateforme hébergeant des chaînes propres pour un nombre limité d'éditeurs de presse. Onze premiers partenaires sélectionnés par Snapchat, tel que MTV, CNN, National Geographic, alimentent des chaînes avec des contenus exclusifs. Ces contenus ont la particularité de respecter les codes de Snapchat notamment la tonalité (ludique, infotainment) mais aussi la grammaire (vidéos verticales, importance des images, animation). Ils sont aussi éphémères et disponibles seulement 24 heures avant d'être remplacés.

#### Évolution
La fonctionnalité a beaucoup évolué après son lancement. En mai 2015, Snapchat souhaite enrichir l'espace d'une fonctionnalité de partage. Ainsi, les utilisateurs qui consomment le contenu d'un éditeur peuvent le partager avec un autre membre en maintenant un clic sur la publication. Il est donc partageable en messagerie privée (mais pas sous forme de « Story »). En décembre 2015, Snapchat autorise aussi les éditeurs à partager leur contenu en dehors de la plateforme vers Twitter et Facebook grâce à des liens qui renvoient les mobinautes vers l'application Snapchat.
En juillet 2015, lors d'une mise à jour de l'application, Snapchat revoit la place et la visibilité de son espace Discover. Ainsi, Discover n'est plus seulement disponible en troisième écran, mais devient visible aussi depuis l'écran des « Stories ». Selon une étude relayée par Digiday, ce gain de visibilité aurait permis aux éditeurs de la plateforme de gagner en audience jusqu'à +70 % de trafic. Cette mise à jour faisait suite à une baisse observée de l'audience pour les éditeurs (entre 30 et 50 % d'audience en moins par rapport au lancement de la fonctionnalité). Snapchat a donc cherché à mieux valoriser son offre de contenu et pousser les membres à utiliser Discover.
En octobre 2015, Snapchat, qui était lui-même éditeur au sein de Discover avec « Snap Channel », annonce qu'il se retire de la plateforme. Snapchat, qui employait 15 personnes pour ce service, choisit donc de se recentrer sur le réseau et laisse les éditeurs seuls acteurs au niveau du contenu.
En octobre 2020, Snapchat apporte une nouvelle fonctionnalité nommée « Sounds ». Uniquement disponible sur iOS, cette fonctionnalité permet d'ajouter de la musique aux différents snaps.
Snapchat a annoncé l'arrivée d'une nouvelle fonctionnalité en octobre 2020. Snapchat s'est associée à Yuka et Vivino pour permettre aux utilisateurs de scanner des vins et des aliments, et obtenir des informations sur les produits.

#### Éditeurs partenaires
Au lancement du service Discover, 11 éditeurs étaient partenaires et animaient une chaîne sur l'application. Au cours de la première année, Snapchat a progressivement rajouté de nouveaux acteurs. En décembre 2015, on comptait 18 éditeurs : DailyMail, CNN, BuzzFeed, Sweet, IGN, Refinery29, Vox, Vice, Cosmopolitan, Tastemade, Food Network, People, ESPN, iHeartRadio, Mashable, Brit + Co, National Geographic et Comedy Central.
Le Wall Street Journal intègre par la suite Discover, ainsi que du nombreux éditeurs français tels que Le Monde ou Le Parisien.

#### Partage de revenus
Avec Discover, Snapchat poursuit plusieurs objectifs. Le premier est de proposer une expérience enrichie aux membres avec des fonctionnalités nouvelles. C'est aussi une manière de conserver les membres plus longtemps sur l'application et d'augmenter la récurrence de connexion.
En parallèle, avec des éditeurs référents, Snapchat trouve un nouveau ressort pour monétiser ses audiences. Ainsi, les revenus générés par les publicités publiées au sein des chaînes des 18 éditeurs partenaires sont partagés. Si un éditeur est apporteur d'affaires, il reverserait jusqu'à 30 % des revenus à Snapchat. Dans le cas où c'est Snapchat qui est apporteur d'affaires, le réseau conserverait 50 % des revenus.

### Memories
Snapchat a introduit, en juillet 2016, une fonctionnalité optionnelle appelée « Memories ». Elle permet de sauvegarder les snaps et les posts de story dans un espace de stockage privé où peuvent être visionnées les autres images enregistrées dans le téléphone. Le contenu sauvegardé peut être recherché par date ou en utilisant un système de reconnaissance d'objets local. Les snaps ajoutés à Memories peuvent aussi être placés dans l'espace « My Eyes Only » qui est verrouillé par un code PIN.

### Envois groupés
En décembre 2016, Snapchat annonce la possibilité de créer un groupe d'envoi afin de partager plus facilement les snaps à un ensemble de contacts. On peut ainsi ajouter jusqu'à 16 personnes dans un groupe ; les snaps qui y sont envoyés sont supprimés après 24 h, qu'ils soient ouverts ou non. Dans sa mise à jour du 7 août 2017, Snapchat étend les groupes jusqu'à 32 participants.

### Carte Snap Map
Depuis juin 2017, la Snap Map est accessible à l'ensemble des utilisateurs de Snapchat. Depuis février 2018, la carte Snap Map est disponible en tant que site internet pour ordinateur.

#### Localiser ses amis
La Snap Map permet de localiser ses « amis », autour de soi, mais aussi partout dans le monde. Les « amis » sont symbolisés par leur représentation en Actionmoji, ou un personnage standard s'ils n'ont pas créé de Bitmoji.
Snapchat donne aux utilisateurs le choix d'être visible par tous ses « amis », par une liste d'amis spécifiques, ou par personne (mode fantôme). En parcourant la carte, les utilisateurs peuvent découvrir des points chauds d'activité et consulter les Stories localisées, notamment lors d'événements publics.

### Snapchat Art
En octobre 2017, Snap lance Snapchat Art, une fonctionnalité qui permet d’admirer des œuvres d’art en réalité augmentée, via un partenariat avec Jeff Koons. Cette fonctionnalité s'appuie sur Snapchat Lens.

### Jeux vidéo sociaux
En mars 2019, Snapchat annonce le lancement d’une nouvelle fonctionnalité de jeux vidéo sociaux et multijoueurs. Dans un contexte où les objectifs de la plateforme ne sont pas explicites, Jared Grusd, le responsable de la stratégie de Snapchat indique : « Ce qu’il faut comprendre, c’est que Snap est plus qu’une simple application, c’est une plateforme qui crée de la valeur à plusieurs niveaux : contenus, communication, réalité augmentée, jeux vidéo. C’est ce mix qui mène à un produit révolutionnaire ».

### SVOD
Selon La Lettre A, le statut de SVOD a été accordé à l'application en France. Les rapports entretenus entre le cofondateur de Snapchat Evan Spiegel et le Gouvernement sont une des raisons ayant permis l'attribution de ce statut.

### Intelligence artificielle
Le 2 mai 2023, Snapchat introduit une fonctionnalité de « chatbot », une intelligence artificielle utilisant la technologie de ChatGPT. Elle peut communiquer en utilisant des blagues, donner des conseils et parler de sujets divers. Mais, si vous n'êtes pas abonné à Snapchat+, vous ne pouvez pas la supprimer de vos amis.

## Capital social et sources de financement

### Interactions entre usagers
Les interactions entre les usagers correspondent au capital social du réseau social numérique :
- Snapchat est classé 21e réseau social numérique au monde en 2018[64] ;
- son nombre d'utilisateurs moyen estimé par jour en 2019 est de 190 millions d'usagers[réf. nécessaire] ;
- réseau social très segmenté et ciblé ;
- 85 % des utilisateurs ont entre 13 et 34 ans[65] ;
- chez les collégiens :
  - les contacts concernent surtout des pairs du même âge (homophilie d’âge)[3] ;
  - les filles utilisent plus les fonctionnalités liées à la photo, et la personnalisation de ces photos ; « elles plébiscitent les messageries instantanées davantage que les garçons. Selon la sociologue et professeure en Sciences de l’Information et de la Communication, Josiane Jouët, les adolescentes semblent investir plus largement les domaines de la narration du quotidien et de l’entretien des relations, en conformité avec la construction d’une identité genrée[66]. Les filles utilisent Snapchat de façon plus fréquente que les garçons, y compris au collège ; elles ont davantage d’échanges quotidiens avec des ami.e.s. Les filles déclarent une utilisation plus intense de Snapchat et utilisent davantage les fonctionnalités proposées par l’application » ; Les filles disent plus que les garçons partager des confidences sur l'application[3] ;
  - les garçons issus de milieux populaires tissent d’abord leur réseau autour de leur quartier[67],[68]. Les garçons issus des classes moyennes et supérieures ont plus d'« amis » sur Snapchat que leurs pairs de milieux plus modestes[3]. Snapchat lie plutôt les utilisateurs aux amis proches et camarades collégiens qu’à leur famille, mais dans les milieux populaires, les contacts familiaux sur les médias sociaux sont plus importants que dans les familles favorisées[3].

- - les dispositifs dits "sans mémoire" de Snapchat encouragent le dévoilement de soi, mais les adolescents ont des stratégies pour les contourner (Déage, 2018). Les garçons semblent plus contourner ce modèle, et se dévoilent un peu plus.
  - les échanges se font en groupes ou plus souvent en conversations privées, et les collégiens snapchatteurs tendent à surtout échanger avec des pairs du même sexe (un peu moins chez les garçons)[3].
- l'utilisateur moyen consacre 30 minutes par jour en moyenne à Snapchat[réf. nécessaire]. Depuis le confinement de mars 2020, dû à la crise sanitaire du Covid-19, un utilisateur y passe environ 20 % de plus qu'auparavant[réf. nécessaire]. 
Une étude de la « Firme App Annie » aux États-Unis montre que si deux personnes se connectent sur ce réseau et interagissent, elles ne communiquent pas de nouveau sur d'autres réseaux sociaux le jour même, et préconisent la discussion engagée sur Snapchat. Près de 35 % des utilisateurs de Snapchat ne se retrouveront pas le même jour sur une discussion instantanée Facebook (Messenger), ou encore 46 % ne vont pas échanger sur la discussion Instagram[réf. nécessaire]. Les fonctionnalités ludiques et interactives de Snapchat seraient l'une des principales sources d'addictivité ; l'utilisateur y revient tous les jours et assez régulièrement pour voir si de nouvelles stories sont apparues, et il peut tout au long de la journée en montrer les moments forts à ses amis. On note un pic d'utilisation du réseau en fin de journée.

Pour les entreprises, les interactions sur Snapchat se font principalement autour d'une communauté restreinte et fidèle à la marque, via des influenceurs et par des interactions avec sa propre communauté d'utilisateurs Snapchat (par exemple en lançant des jeux dans les stories).
En France, la Police nationale a ouvert un compte sur Snapchat (début 2021) pour toucher un plus large public, jeune notamment.

### Principales sources de financement

#### Revenus

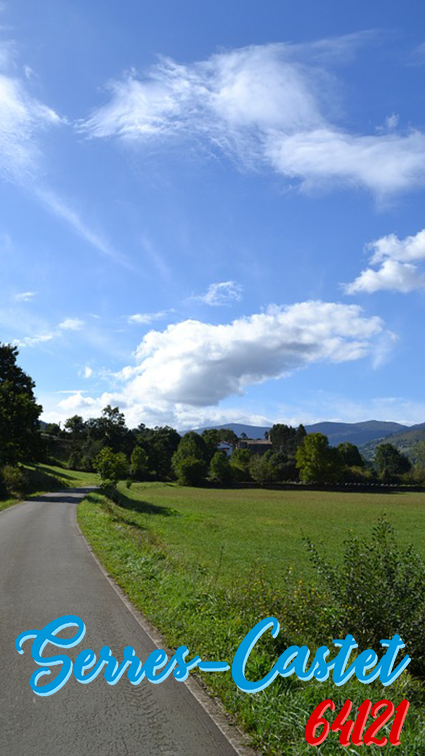
Geofilter de Serres-Castet.

L'entreprise Snapchat construit son modèle sur plusieurs sources de financement et détient par conséquent ses revenus par le biais de :
- les revenus publicitaires : les revenus liés à la publicité de Snapchat ont atteint les 662,1 millions de dollars en 2018, soit une augmentation de 18,7 % en un an[70]. Snapchat réussit, dans les années qui suivent, à augmenter ses revenus en attirant à elle davantage d'adolescents, qui sont une cible de choix chez les marketeurs. Aujourd'hui Snapchat génère ses principaux revenus aux États-Unis, à hauteur de 95 % ;
- l'abonnement Snapchat+, lancé en juin 2022, qui permet aux abonnés d'obtenir des fonctionnalités exclusives[71]. Cet abonnement compte 11 millions d'abonnés en août 2024[72].
- la fonction « Discover » : Snapchat a modifié son modèle économique pour cette source de financement. En effet, les médias payaient des revenus variables à Snapchat, ce qui n'est plus le cas aujourd'hui. Les médias qui participent à la section « discover » de l'application versent tous les mois un revenu fixe à Snapchat pour leur publicité sur l'application ;
- la fonction « Stories » : les médias vont payer l'entreprise pour les publicités qui apparaissent dans les stories de Snapchat. Il existe également des partenariats entre Snapchat et des organismes pour des stories en direct, c'est par exemple le cas de Wimbledon. Des images sont prises lors du tournoi par les utilisateurs Snapchat et vont pouvoir partager leur propre expérience dans une story en direct, visible par tout le monde. Ce sont les utilisateurs qui font eux-mêmes la publicité ;
- l'achat de Geofilters : Snapchat a développé son offre de géolocalisation. Celle-ci permet de débloquer des filtres qui sont accessibles pour les utilisateurs uniquement en utilisant Snapchat dans un lieu déterminé[73] ;
- les filtres sponsorisés : des marques proposent de sponsoriser des filtres Snapchat. C'est notamment le cas de L'Oréal qui a déjà sponsorisé un filtre afin de promouvoir l'un de ses ligneurs. Le logo de la marque apparaît sur le filtre[74].

#### Moteurs de performance
L'un des premiers moteurs de performance de Snapchat est tout d'abord son chiffre d'affaires élevé, soit 149 millions de dollars pour le premier trimestre 2017. Il y a également d'autres moteurs de performance qui font la « force » de celui-ci. Il est classé 13e réseau social au monde avec 300 millions d'utilisateurs actifs par mois (avril 2016) (estimation Business Insider). L'entreprise Snapchat est définie comme « une société en croissance émergente » selon une loi américaine.
En effet, le dernier rapport sur les bénéfices de Snap a entraîné des complications. Et bien que la société ait réussi à rester au-dessus de 20 dollars pour une longue période, une série de mauvais jours pour le marché exerce une pression accrue sur son prix. Il y a eu un grand nombre d'entrées en bourse depuis Snapchat, car de plus en plus d'entreprises essaient de sortir de cela, mais surtout pour les sociétés non traditionnelles, cela peut affecter l'avenir de la société. Ce déclin majeur pourrait ne pas être une erreur absolue, puisque 17 $ est le prix que Snap a choisi comme entreprise publique. Cependant ces prix devraient permettre d'obtenir autant d'argent que possible tout en assurant une « pop » d'environ 20 % ou plus, en s'assurant que les investisseurs ont la possibilité de verrouiller certains gains. Ainsi, pour l'essentiel, nous pouvons qualifier l'IPO de Snap de « succès » compte tenu de sa popularité, même si les actions de la société se sont effondrées sur terre.
Il y a certaines implications pour la chute du cours des actions de Snap. Snapchat fait face à la concurrence d'autres réseaux comme Facebook, qui copient de plus en plus le portefeuille de fonctionnalités et de produits de Snap. L'imitation est la forme la plus sincère de flatterie, mais pour une entreprise qui essaie de convaincre les annonceurs que c'est une perspective unique avec un engagement élevé, avoir une entreprise massive avec des ressources et un produit publicitaire connu peut rendre la vie plus difficile. L'action continue à se dévaluer en dessous de 17 $ ce qui est un mauvais signe, à la fois pour Snap et les entreprises qui tentent d'offrir de nouveaux types de publicités au-delà de Facebook et Google. Cependant il a fait un rebond rapide après avoir touché 17 $ pour un très court moment.)

## Critiques

### Effets sur la santé, des enfants notamment
Snapchat est une application particulièrement addictive, source de dépendance à Internet, notamment pour les adolescents.
Des études montrent que la dépendance au smartphone et à Internet peuvent affecter le sommeil, la sociabilité, mais aussi dégrader la mémoire (on parle aussi parfois d'« effet Google » dans ce dernier cas).

Une étude récente (incluant une expérience en laboratoire sur 189 personnes) a porté sur les contextes de relations interpersonnelles dans Snapchat et la messagerie texte, et sur d'éventuels effets de l'application sur les systèmes de mémoire transactive. Cette « mémoire » fait référence à la capacité d'un groupe à avoir un système de mémoire supérieur à celui des individus composant ce groupe ; elle dépend des types et qualités de relations interpersonnelles ; une hypothèse était que la permanence des messages texte altérerait la mémoire (par rapport au caractère éphémère des Snaps). Cet effet serait dû à une estime de soi cognitive qui, en raison de la permanence de l'information écrite, altérerait la mémoire. Selon cette étude, la messagerie texte et Snapchat peuvent dans certains cas altérer certaines formes de mémoire mais l'effet Google pourrait être moins important ou robuste que lors d'études antérieures, laissant penser que les troubles de la mémoire sont dus à une charge cognitive accrue plutôt qu'à un affaiblissement cognitif.

### Sécurité et protection des données
Snapchat a été victime d'un piratage le 31 décembre 2013,, affectant potentiellement 4,6 millions d'utilisateurs.
À la suite de ces attaques, Snapchat a décidé de faire supprimer toutes les applications tierces des stores (6snap, SaveMySnap…). Leur décision a comme conséquence de priver les utilisateurs du terminal Windows Phone de Snapchat, causant un mécontentement de cette communauté et rendant le système d'exploitation moins attractif.

### Nouvelle interface de février 2018
Début février 2018, Snapchat lance une nouvelle interface. Le réseau social est vivement critiqué par ses utilisateurs à cause de ce changement majeur, certains allant même affirmer que l'application favoriserait les influenceurs et la rentabilité de celle-ci au détriment des utilisateurs. Une pétition regroupant plus d'un million de signatures est même lancée pour réclamer le retour à l'ancienne version,. Cependant, Snapchat refuse de revenir à son ancienne version. Tout indique que la dernière version à ne pas contenir la nouvelle interface est la 10.22.7. Plusieurs mois après la mise à jour, l'entreprise fait marche arrière sur certains points.

### Snapchat, source de troubles mentaux
Snapchat, depuis 2015, offre à ses utilisateurs la possibilité d'appliquer des filtres améliorant souvent l'apparence physique. L'usager peut ainsi se forger un idéal irréaliste d'apparence physique, allant jusqu'à souhaiter l'atteindre par la chirurgie esthétique. De nombreuses études ont montré que l'utilisation des filtres Snapchat induit souvent des problèmes d'image corporelle, et que les selfies ainsi retouchés influencent négativement la satisfaction de l'apparence, dégradent l'image de soi, la satisfaction corporelle et la confiance en soi et la santé sexuelle (via la « honte de son corps »),.
Ainsi, les étudiants qui améliorent le plus leurs autoportraits grâce aux filtres Snapchat, sont aussi statistiquement ceux qui déclarent le plus avoir des problèmes avec leur image corporelle.
Des preuves expérimentales montrent qu'utiliser ces filtres affecte la psyché de l'utilisateur (par rapport à des cas contrôle où l'effet du filtre est neutre), et selon Burnell et ses collègues en 2021, aucune preuve n'indique que les filles soient plus sensibles à ce problème que les garçons. Prendre plus de selfies (sans filtres) jusqu'à en obtenir un satisfaisant pour le publier sur les réseaux sociaux est associé à de plus grandes préoccupations relatives à l'image corporelle.

### Revenge porn
Durant le confinement de 2020 en France, l'application est utilisée par des anonymes pour diffuser des photographies de femmes, parfois mineures, à des fins de revenge porn.